# 奧斯特利茨橋
奧斯特利茨橋（法語：Pont d'Austerlitz）是位於法國巴黎塞納河上的一座橋樑，以奥斯特里茨战役命名，橋長173.8米，寬30米，是一座石造拱橋。現在的奧斯特利茨橋竣工於1855年。